# 黄龙乡 (嵊泗县)
黄龙乡是中华人民共和国浙江省舟山市嵊泗县下辖的一个乡。该乡有36个小岛，陆地总面积6.25平方公里，主岛大黄龙岛也是全乡唯一的住人岛屿。该乡辖5个行政村，2个新型社区。人口10174人(2007年)。乡行政中心位于南港村。

## 行政区划
黄龙乡共2个社区，5个行政村。
南港村、北岙村、大岙村、峙岙村和东咀头村。
其中南港社区于2005年由南港村、东嘴头村2个行政村联村成立；北港社区于2005年由北岙村(黄沙岙)、峙岙村、大岙村3个行政村联村成立。
| 新型社区 | 面积(km2) | 行政村   | 面积(km2) | 自然村/小区 |
| -------- | --------- | -------- | --------- | ----------- |
| 南港社区 | -         | 南港村   | -         | 南港        |
| 南港社区 | -         | 东嘴头村 | -         | 东嘴头      |
| 北港社区 | -         | 北岙村   | -         | 黄沙岙      |
| 北港社区 | -         | 峙岙村   | -         | 峙岙        |
| 北港社区 | -         | 大岙村   | -         | 大岙        |
| 总计     | 6.6283    | -        | 6.6283    | -           |